# Гат (муніципалітет)
25°20′ пн. ш. 11°00′ сх. д. / 25.333° пн. ш. 11.000° сх. д.
Гат — муніципалітет в Лівії. Адміністративний центр — місто Гат. Площа — 68 482 км². Населення — 23 518 осіб (2006 рік). На півдні Гат межує з Нігером, на заході з Алжиром.